# Newland, North Carolina
Newland är administrativ huvudort i Avery County i North Carolina. Orten har fått sitt namn efter politikern William C. Newland som var North Carolinas viceguvernör 1909–1913. Newland hade 698 invånare enligt 2010 års folkräkning.